# Юліус Скутнабб
Юліус Фернінанд Скутнабб (12 червня 1889 — 26 лютого 1965) — фінський ковзаняр. Пожежник за професією, він дебютував на міжнародному чемпіонаті світу з багатоборства в 1914 році, але його міжнародна кар’єра була перервана Першою світовою війною. Він продовжував змагатися на національному рівні, ставши чемпіоном Фінляндії з багатоборства в 1914, 1916 та 1917 роках. Міжнародна діяльність відновилася. у 1922 році, а Скутнабб, якому вже було 32 роки, фінішував п’ятим на Чемпіонаті світу з багатоборства того року. Після шостого місця на чемпіонаті світу наступного року його найкращим роком став 1924 рік.
На зимових Олімпійських іграх у Шамоні 1924 року він вперше виграв срібло на дистанції 5000 м позаду співвітчизника Класа Тунберга; наступного дня він став олімпійським чемпіоном на 10 000 м, а Тунберг взяв срібло. Оскільки це були перші зимові Олімпійські ігри, його час на 10 000 м автоматично став олімпійським рекордом. Ці показники, у поєднанні з його результатами на бігу на 500 м і 1500 м під час тих Олімпійських ігор, були достатніми для третього місця в змаганнях з багатоборства (які також були олімпійськими змаганнями з ковзанярського спорту, але лише в 1924 році), і Скутнабб повернувся додому з трьома медалями – по одному кожного кольору. Пізніше в 1924 році Скутнабб виграв бронзову медаль на чемпіонаті світу з багатоборства, а в 1926 році він став чемпіоном Європи з багатоборства. Скутнабб брав участь у Зимових Олімпійських іграх 1928 року та виграв свою другу олімпійську срібну медаль на дистанції 5000 м (цього разу після Івара Баллангруда) у віці 38 років і 246 днів.

## Медалі
Огляд медалей, виграних Скутнаббом на важливих чемпіонатах, у яких він брав участь, із переліком років, коли він виграв кожну з них:
| Чемпіонати                | Золота медаль   | Срібна медаль               | Бронзова медаль  |
| ------------------------- | --------------- | --------------------------- | ---------------- |
| Зимова Олімпіада          | 1924 (10 000 м) | 1924 (5000 м) 1928 (5000 м) | 1924 (універсал) |
| Світове багатоборство     | –               | –                           | 1924             |
| Європейське багатоборство | 1926            | –                           | –                |
| Фінське багатоборство     | 1914 1916 1917  | 1915 1920                   | 1921             |